# Hemispingus
Hemispingus es un género obsoleto de aves paseriformes perteneciente a la familia Thraupidae que agrupaba a varias especies nativas de América del Sur donde se distribuyen en los bosques de las tierras altas, especialmente en la cordillera de los Andes. Como resultado de varios estudios genéticos, se comprobó que el género era altamente polifilético y sus miembros fueron distribuidos en seis géneros diferentes. A sus miembros se les conocía por el nombre común de hemispingos.

## Taxonomía
En los años 2010, publicaciones de filogenias completas de grandes conjuntos de especies de la familia Thraupidae basadas en muestreos genéticos, permitieron comprobar que el presente género era altamente polifilético con las especies antes contenidas en él relacionadas con especies de otros géneros; como ejemplo, la especie tipo Hemispingus superciliaris, estaba profundamente embutida en un clado integrado por todas las especies de Thlypopsis. Por estas razones se sugirió la distribución de todas las especies en seis géneros existentes, nuevos o resucitados. Las transferencias fueron aprobadas en la Propuesta N° 730 partes 7, 8, 9, 10, 11 y 14 al Comité de Clasificación de Sudamérica (SACC).
Como Hemispingus superciliaris, que era la especie tipo del género, fue transferida a Thlypopsis, el presente se volvió un sinónimo del mismo.

## Especies transferidas
- Para un nuevo género Kleinothraupis:
  - Hemispingus atropileus (Lafresnaye), 1842 - hemispingo capirotado;
    - Hemispingus (atropileus) auricularis (Cabanis), 1873 - hemispingo cejiblanco;

  - Hemispingus calophrys (Sclater,PL & Salvin), 1876 - hemispingo de los bambúes;
  - Hemispingus parodii Weske & Terborgh, 1974 - hemispingo de Parodi;
  - Hemispingus reyi (Berlepsch), 1885 - hemispingo coronigrís.

- Para Thlypopsis:
  - Hemispingus superciliaris (Lafresnaye), 1840 - hemispingo cejudo.

- Para el género resucitado Sphenopsis:
  - Hemispingus frontalis (Tschudi), 1844 - hemispingo oleaginoso;
  - Hemispingus melanotis (P.L. Sclater), 1855 - hemispingo orejinegro;
    - Hemispingus (melanotis) ochraceus (Berlepsch & Taczanowski), 1884 - hemispingo ocráceo;
    - Hemispingus (melanotis) piurae Chapman, 1923 - hemispingo de Piura.

- Para el género Poospiza:
  - Hemispingus goeringi (P.L. Sclater & Salvin), 1871 - hemispingo dorsigrís;
  - Hemispingus rufosuperciliaris Blake & Hocking, 1974 - hemispingo cejirrufo.

- Para el género resucitado Pseudospingus:
  - Hemispingus verticalis (Lafresnaye), 1840 - hemispingo cabecinegro;
  - Hemispingus xanthophthalmus (Taczanowski), 1874 - hemispingo modesto.

- Para el género resucitado Microspingus:
  - Hemispingus trifasciatus (Taczanowski), 1874 - hemispingo trilistado.